# Patera d'Izumi
Izumi Patera
Pour les articles homonymes, voir Izumi.
La patera d'Izumi (désignation internationale : Izumi Patera) est une patera située sur Vénus dans un quadrangle inconnu. Elle a été nommée en référence à Izumi Shikibu, poétesse japonaise (974–1036).